# Gunnar Samuelsson (teologo)
Gunnar Samuelsson (Hönö, 23 settembre 1966) è un teologo svedese dell'università di Göteborg, esperto di greco del Nuovo Testamento conosciuto per aver creato un certo scalpore con il suo saggio filologico Crucifixion in Antiquity.

## Biografia
Nato nel 1966 a Hönö in Svezia, dopo le scuole d'obbligo frequenta per quattro anni (1989 - 1992) il seminario teologico di Helgelseförbundet alla Götabro Mission School dove consegue una laurea che lo abilita come Pastore e Missionario. Continuando i suoi studi trascorre i seguenti tre anni (dal 1992 al 1997) al Dipartimento di studi religiosi dell'Università di Göteborg, nel 1998 è alla Scuola di Teologia di Stoccolma ritornando dal 1999 al 2002 all'Università di Göteborg dove studia filologia presso il dipartimento di filologia classica, quindi presso la stessa università nel "Dipartimento di Studi Religiosi, Teologia e Filosofia classica" consegue un dottorato di ricerca (2000 - 2007)
Dal 2005 al 2010 a Göteborg è docente in "Studi sul Nuovo Testamento" presso il "Dipartimento di Letteratura, Storia delle Idee e delle Religioni e sarà sempre nello stesso dipartimento che sempre nel 2010 è nominato "Docente senior" in "Studi del Nuovo Testamento".
Sarà sempre nel 2010 che discuterà la tesi di dottorato dal titolo Crucifixion in Antiquity - An Inquiry into the Background and Significance of the New Testament Terminology of Crucifixion (Crocifissione nell'antichità - un'indagine sullo sfondo della terminologia della crocifissione nel Nuovo Testamento) con il particolare risultato ad avviso del prof. Paul Foster, che riporta il suo giudizio nella rivista accademica di studi biblici Expository Times, che « [...] il suo lavoro riceve attenzione, forse anche notarietà, prima ancora della sua pubblicazione. A parte relazioni su blog specifici, il contenuto di queste tesi veniva comunicato tramite media globali come la CNN e la Pravda [...] L'ampiezza dei dati primari raccolti sarà di grande beneficio per le successive generazioni di studiosi"».

## Il libroCrucifixion in Antiquity

### Interpretazione della terminologia riguardante la crocifissione
Gunnar Samuelson insiste sulla distinzione fra l'oggetto del suo studio, cioè l'esame filologico dei termini usati nel Nuovo Testamento nel descrivere l'esecuzione di Gesù, e la questione storica di come Gesù effettivamente morì e le questioni teologiche riguardanti il senso della sua morte. Nella sua pubblicazione Crucifixion in Antiquity, il teologo svedese, prima di esaminare i testi dell'Antico Testamento e poi del Nuovo Testamento, cita una serie di scritti pre-cristiani. identificando e esaminando il loro uso di termini più tardi impiegati per parlare del supplizio al quale Gesù è stato sottoposto. Nel caso di Diodoro Siculo (90 a.C. circa – 27 a.C. circa), nel quale Samuelsson trova risultati più sostanziali che negli autori greci più antichi, i relativi termini da lui usati possono a volte riferirsi ad una crocifissione ma non sono inequivocabili. La conclusione del teologo svedese nei riguardi dei termini anche latini è che nel periodo pre-cristiano mancava una terminologia riguardante specificamente la crocifissione come oggi si intende questo termine. Però, secondo Samuelsson, i termini usati nei vangeli nel raccontare la morte di Gesù potevano già avere il senso specifico di crocifissione.
Samuelsson critica non solo l'interpretazione della terminologia impiegata nell'antichità come se riguardasse senz'altro la crocifissione nel senso in cui è intesa oggi, ma anche l'esclusione di tale senso da parte di Hermann Fulda. Manifesta il suo disaccordo con la classifica da parte di Fulda dell'impalamento come una specie di crocifissione, classifica che sembra contraddire quello che Fulda dice nel definire la crocifissione una forma di esecuzione lenta e dolorosa. Samuelsson fa presente anche il contrasto fra, da un lato, l'affermazione di Fulda che i termini σταυρός e crux si riferiscono ad un semplice palo e, dall'altro, l'enfasi da lui messa sull'esistenza e sull'impiego del patibulum. Osserva che questo, unito al palo verticale, dava all'insieme la forma di una croce; e nota che Fulda, mentre dichiara di non avere trovato alcun testo nel quale si parla di una completa croce eretta, cioè di un palo verticale senza attaccata traversa, pure non cita alcun testo che parla dell'uso di un semplice palo senza traversa.

### Interpretazione di σταυρός
Gunnar Samuelsson afferma che dall'uso del termine σταυρός nella letteratura greca anteriore alla fine del I secolo d.Cr. (p. 37) è difficile collegarlo direttamente con lo strumento usato nella crocifissione (†). Esso indica un palo di legno di qualche tipo, descritto nella maggioranza dei testi come appuntito e usato come elemento di una fortificazione o di una palafitta. Nei casi in cui se ne parla come impiegato per sospendere il corpo di un uomo in una maniera non specificata sembra essere un semplice palo di legno. Sono pochi i testi nei quali si tratta della sospensione di uomini vivi. Data la diversità degli usi del termine, non si può dedurre che l'allora significato sia "croce" dalla nota forma (†) (p. 146).
Samuelsson però prende in considerazione la possibilità che il termine σταυρός abbia assunto il suo odierno senso specifico (†) dalla morte di Gesù (p. 259). Riconosce che tale processo si era già realizzato quando si scrivevano i vangeli, e osserva: "È ben possibile che il termine σταυρός, quando gli evangelisti l'adoperavano, era già caricato di una connotazione distinta - dal Calvario. Quando, per esempio, Marco impiegò il sostantivo, esso poteva significare "croce" nel senso in cui più tardi la Chiesa lo percepiva. [...]  Dunque i racconti evangelici probabilmente mostrano che σταυρός poteva significare "croce" ma non mostrano che abbia sempre avuto questo significato" (pp. 259–260). E aggiunge: "Il contributo del Nuovo Testamento è una descrizione dell'archetipo della crocifissione, della crocifissione per antonomasia, ma non l'archetipo della visione contemporanea ossia tradizionale della crocifissione. L'etichetta contemporanea ossia tradizionale "crocifissione" ovviamente contiene molto più di quello che offre il Nuovo Testamento. La fonte di questa etichetta si trova quindi altrove" (pp. 259–260).
Nel commentare gli scritti di Diodoro Siculo (90 a.C. circa – 27 a.C. circa) afferma che essi potrebbero riguardare la crocifissione ma non è possibile determinare fino a che punto lo facciano, perché non c'è nulla nei testi che lo smentisca o che lo confermi. In ambedue questi casi (Nuovo Testamento e Diodoro Siculo) A Greek-English Lexicon registra solo l'interpretazione di σταυρός come croce.
Nel libro menziona i Testimoni di Geova una sola volta: commenta che essi sottolineano con zelo e, a quanto sembra, giustamente, che nei testi greci più antichi il termine σταυρός si riferisce ad un "palo" in generale e appare unicamente al plurale. Solo nel periodo meno antico si cominciò a designare con esso uno strumento di esecuzione o di tortura al quale attaccare la vittima. Prima della morte di Gesù, secondo Samuelsson, il detto nei Vangeli sinottici, "Se qualcuno vuol venire dietro di me rinneghi se stesso, prenda la sua croce (ἀράτω τὸν σταυρὸν αὐτοῦ) e mi segua" (Marco 8:34), non aveva ancora il senso specifico di "crocifissione": indicava l'essere, per così dire, non necessariamente sulla via al Calvario ma solo sul cammino verso una forma non precisata di morte o di tortura (pp. 241–242).

### Interpretazione dicrux
Gunnar Samuelsson osserva che, in Livio, la parola crux non appare mai fuori del contesto di una punizione violenta e si riferisce ad uno strumento nel quale si sospendono i criminali, quindi il senso è più ristretto di quello del termine greco σταυρός, che si riferisce anche a dei pali in generale, ma è incerto se quest'uso sia abbastanza limitato da coprire solo lo strumento di esecuzione usato nella crocifissione così come viene comunemente raffigurato, cioè come una croce a due bracci, mentre nei testi di Cicerone palus, sempre secondo Samuelsson, indica apparentemente un semplice palo di altezza variabile al quale la vittima veniva legata per essere flagellata fino alla morte. Per questo motivo Samuelsson conclude: "L'essere attaccato ad un palus potrebbe essere un supplizio letale, precisamente come l'essere attaccato a una crux. Così, fare eccessive distinzioni tra essi è discutibile". Naturalmente, l'uso di crux da parte di Cicerone (106–43 a.C.) e di Livio (59 a.C. – 17 d.C.) non è decisivo per il senso nel quale il termine è stato applicato allo strumento dell'esecuzione di Gesù, per esempio da Tertulliano (155 circa – 230 circa), il quale osserva che la crux ha la stessa forma della lettera greca τ e di quella latina T: "Ipsa est enim littera Graecorum Tau, nostra autem T, species crucis".

### Commenti posteriori dell'autore
In riferimento alle notizie diffuse dai giornali e dagli altri media sul suo libro e alla corrispondenza direttagli in reazione al suo libro Samuelsson creò un sito web su cui registrare alcuni dei commenti e alcune delle sue risposte:
Come detto, nel libro Samuelsson insiste che nel suo studio sull'aspetto filologico della terminologia antica sulla crocifissione ha escluso la considerazione della realtà storica e del significato teologico della morte di Gesù. Sul sito web risponde alla domanda "Sul Calvario che cosa è successo?" dicendo: "Questa domanda non rientra nell'ambito della mia indagine. Non ne traggo conclusioni storiche o teologiche. Mi occupo del livello dei testi". Afferma che i testi non forniscono alcuna informazione su "perché Gesù portava uno stauros, che aspetto aveva (ad esempio, era l'intero strumento da esecuzione o solo una parte, la traversa), perché un passante secondo i Sinottici era costretto a portarlo per Gesù". E cita la descrizione del libro data da Larry Hurtado: "Uno studio filologico di alcune parole chiave, in cui l'autore sostiene che con il termine greco σταυρός può riferirsi a vari strumenti".
Afferma però che lo studio filologico non gli ostacola la convinzione che Gesù fosse giustiziato venendo inchiodato al dispositivo di cui era stato costretto a portare verso il Calvario o una parte o l'interezza. I resoconti non dettagliati dei Vangeli non contraddicono la comprensione tradizionale. Non esiste alcuna ragione per abbandonare la croce come principale simbolo cristiano.

## Opere
- Gunnar Samuelsson, Crucifixion in Antiquity: An Inquiry into the Background and Significance of the New Testament Terminology of Crucifixion (PDF), Mohr Siebeck, 2011, ISBN 978-3-16-150694-9. (prima edizione)
- Gunnar Samuelsson, Crucifixion in Antiquity: An Inquiry into the Background and Significance of the New Testament Terminology of Crucifixion, Mohr Siebeck, 2013, ISBN 978-3-16-152508-7, ISSN 0340-9570 (WC · ACNP). (seconda edizione)

## Progetti
Samuelsson dice di stare proseguendo le sue ricerche in vista della produzione di un ulteriore volume che riprenda lo studio della crocifissione dal punto, verso la fine del primo secolo, dove si è interrotta la sua tesi di dottorato. Il progettato volume conterrà anche contributi di due altri studiosi: di Shimon Gibson sull'archeologia e di Israel Hershkovitz sull'anatomia e sull'antropologia.